# 圖拉真拱門 (卡諾薩)

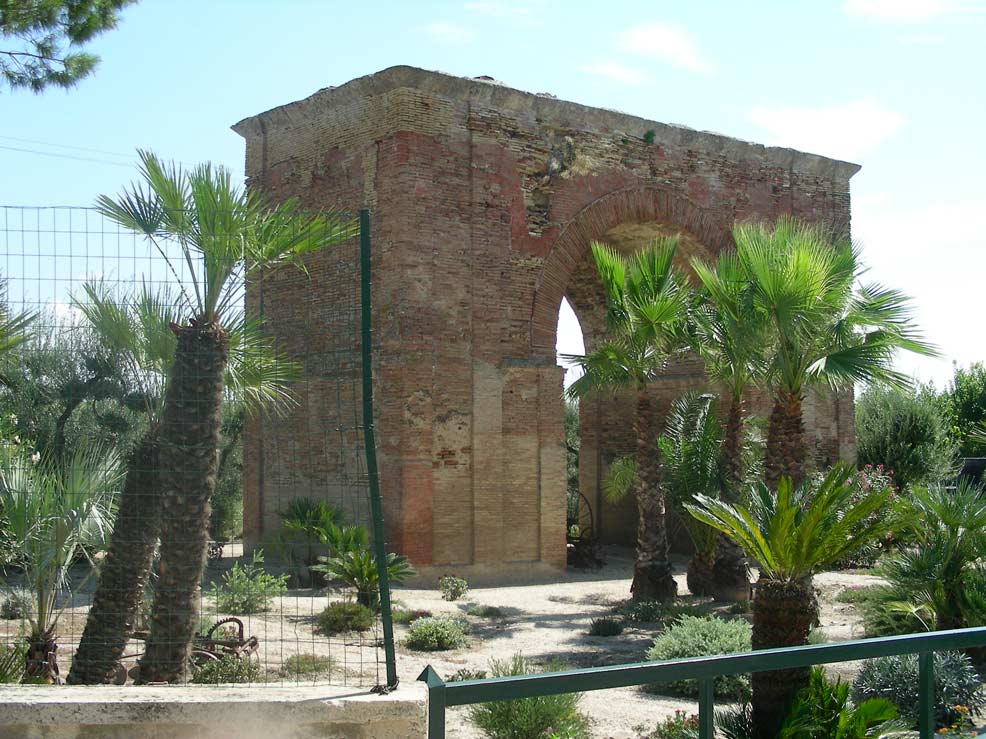
圖拉真拱門

圖拉真拱門是一座位於卡諾薩迪普利亞的拱門，修建於2世紀前半時期。在19世紀和1911年，圖拉真拱門得到了多次修復。

## 外部連結
- 维基共享资源上的相關多媒體資源：Arch of Trajan (Canosa)
- Photos of the arch （页面存档备份，存于） on BildIndex.de

41°13′39″N 16°02′47″E / 41.2275°N 16.0463°E